# Gnophomyia dejecta
Gnophomyia dejecta är en tvåvingeart som beskrevs av Alexander 1929. Gnophomyia dejecta ingår i släktet Gnophomyia och familjen småharkrankar. Inga underarter finns listade i Catalogue of Life.